# Radnice v Kladně
Neorenesanční budova Radnice v Kladně na dolní (východní) straně náměstí starosty Pavla byla postavena v letech 1897–1898 podle návrhu architekta Jana Vejrycha stavitelem a tehdejším starostou Josefem Hrabětem. Sídlí zde Magistrát města Kladna.
Jedná se o řadovou dvoupatrovou trojkřídlou stavbu na velmi členitém půdorysu. Nad hlavním vchodem s bránou se nad balkonem ve druhém patře tyčí hranolová věž s hodinami a dvěma ochozy. V celé šířce budovy je na fasádě pod střechou nápis LÉTA PÁNĚ MDCCCLXXXXVII-VIII ZE ZÁKLADŮ S POMOCÍ BOŽÍ VYZDVIŽEN JSEM (v římské číslici jsou čtyři X). Ze severní strany k budově přiléhá ještě bývalý Hotel U Bílého beránka z roku 1888, dnes součást radničního komplexu. Tam je také bronzová pamětní deska připomínající prvního zjištěného kladenského varhaníka Matěje Bacha (ten zde žil v letech 1603-1607).
Průčelí a obřadní síň radnice vyzdobil malíř Adolf Liebscher — v bývalé zasedací (dnes obřadní) síni triptych Uhlí a Železa s dominantní ženskou alegorickou postavou Kladna uprostřed. Bronzová socha rytíře na štítě je dílem Antonína Poppa. V hlavním vstupu jsou umístěné dvě sochy a tabule s historickými informacemi o městě. Na hlavním schodišti jsou přenesené pamětní desky Václava Štulce, Antonína Čermáka, Jaroslava Selnera a Jana Velly. V prvním a druhém patře jsou portréty významných osobností města. Na prostranství radnice byl v letech 1741-1879 umístěný pranýř, který byl prodaný v dražbě a rozebrán, jeho zbytky jsou dnes v majetkem muzea a umístěné v zámecké zahradě. 
Původní radnice sídlila v letech 1561-1843 v budově čp. 11, v dnešním sídle Státního okresního archivu, tu dnes zdobí nápis MDCCCCX (z doby poslední přestavby). Druhá radnice, jednopatrová budova s věžičkou nad průčelím, stála na místě dnešní, radní zde zasedali do roku 1877.

## Galerie

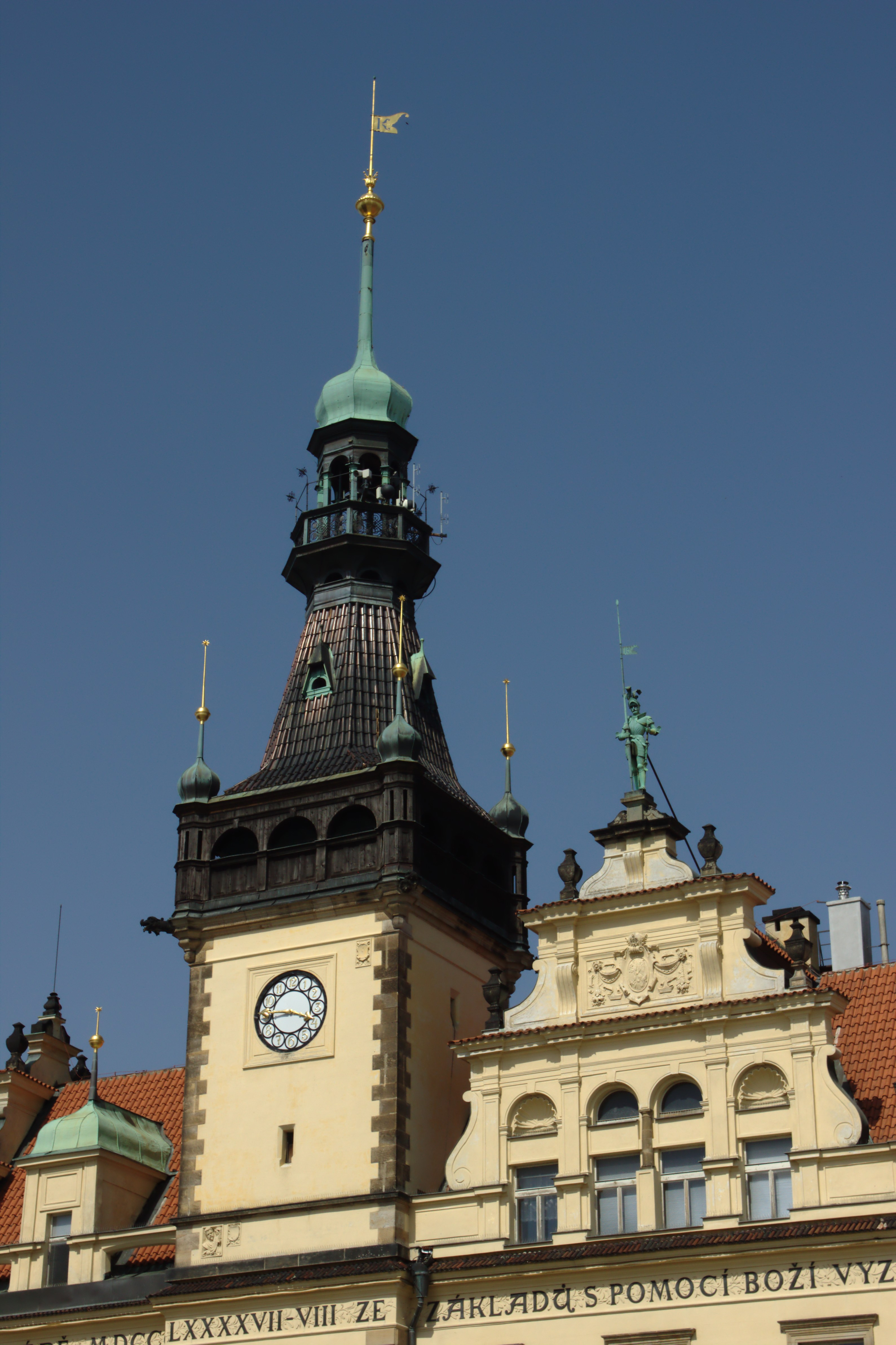
Detaily střechy radnice
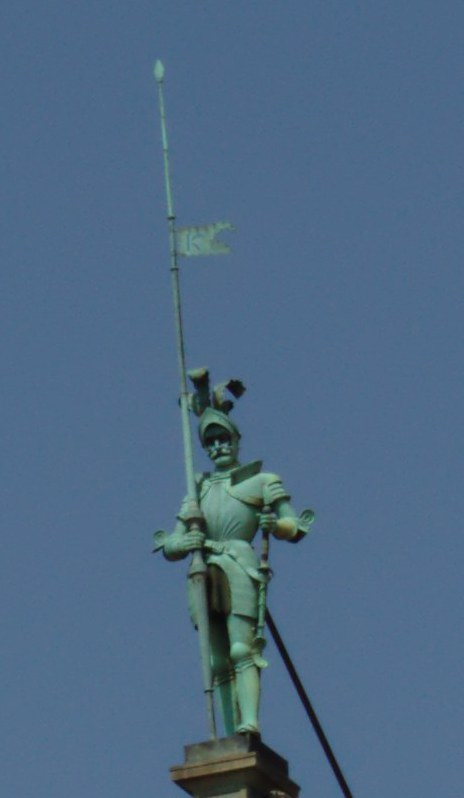
Socha rytíře nad průčelím radnice
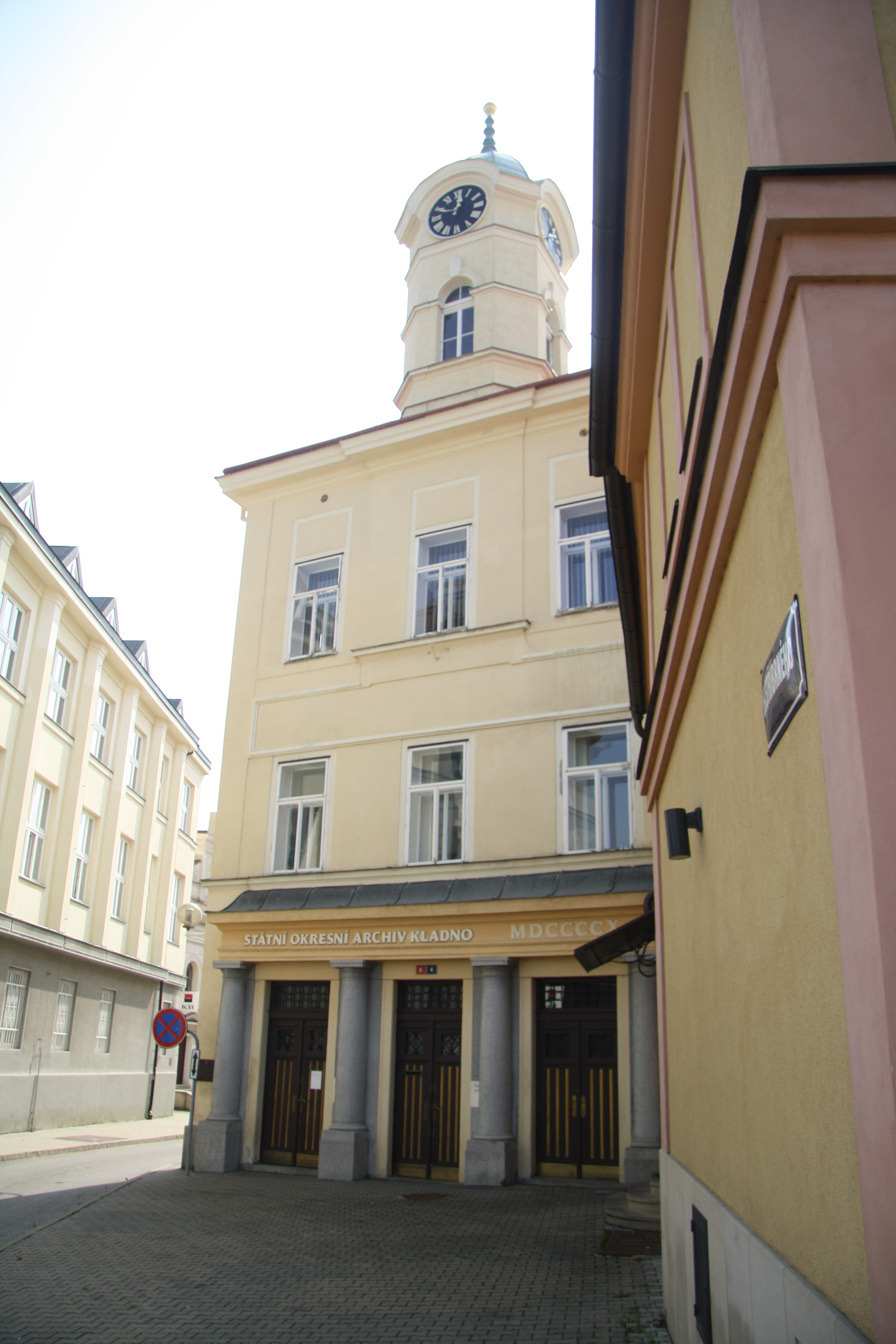
Budova bývalé radnice